# Jeppe Tranholm-Mikkelsen
Jeppe Tranholm-Mikkelsen (Aden, 30 de outubro de 1962) é um diplomata e cientista político dinamarquês. É o atual Secretário-Geral do Conselho da União Europeia, sendo nomeado em 21 de abril de 2015 e assumindo a 1 de julho do mesmo ano, sucedendo a Uwe Corsepius.

## Biografia
Jeppe nasceu em 30 de outubro de 1962, em Aden, no atual Iêmen, filho de um missionário luterano e de uma professora. Com a Guerra Civil do Iêmen, sua família retornou para a Dinamarca, se estabelecendo na Jutlândia do Norte, onde cresceu numa família de orientação progressista e liberal.
Foi educado numa escola protestante, e obteve em 1990 o mestrado em Relações Internacionais na London School of Economics. Dois anos depois, obteve o mestrado em Ciências Políticas na Universidade Aarhus, na Dinamarca. Fala dinamarquês, inglês, francês, alemão, espanhol, neerlandês e chinês.
Começou a carreira profissional no serviço público dinamarquês em 1992, no Ministério Dinamarquês das Relações Exteriores e no Gabinete do Primeiro-Ministro. Posteriormente, entrou na representação dinamarquesa junto à União Europeia, e em 2003 se tornou delegado na Representação Permanente da UE, com o título de embaixador. Em 2007, se tornou embaixador dinamarquês em Pequim, e em 2010, representante permanente da UE, posição logo abaixo à do Secretário-Geral, posição esta que foi nomeado em 21 de abril de 2015 para um mandato de 5 anos, de 1º de julho do mesmo ano até 30 de junho de 2020, seguindo um acordo que foi alcançado em uma reunião do Conselho Europeu em 19 de Março de 2015.